# Dorota Probucka
Dorota Probucka – wykładowczyni akademicka, specjalizuje się w etyce ogólnej, etyce rodzinnej, etyce środowiskowej i prawach zwierząt, pracuje na stanowisku profesora w Uniwersytecie Komisji Edukacji Narodowej w Krakowie. 

## Kariera naukowa
Stopień naukowy doktora filozofii uzyskała w Uniwersytecie Jagiellońskim w oparciu o dysertację „Kategoria użyteczności w utylitarystycznej teorii moralnej” (Promotor: Prof. Dr hab. Jan Pawlica; Recenzenci: Prof. Dr hab. Jan Woleński, Prof. Dr hab. Adam Węgrzecki). Stopień doktora habilitowanego w dyscyplinie filozofia, w specjalności etyka uzyskała decyzją Rady Wydziału Humanistycznego Uniwersytetu Mikołaja Kopernika w Toruniu w roku 2014 w oparciu o cały dorobek naukowy oraz książkę Filozoficzne podstawy idei praw zwierząt (Wyd. Universitas, Kraków 2013).
W latach 2017–2021 kierowała Katedrą Etyki Szczegółowej, Teorii Mediacji i Negocjacji w Instytucie Filozofii i Socjologii Uniwersytetu Pedagogicznego im. Komisji Edukacji Narodowej w Krakowie. Pełniła także funkcję Zastępcy Dyrektora IFiS ds. Kształcenia w latach 2009 – 2021.
W 2021 roku współtworzyła Instytut Dziennikarstwa i Stosunków Międzynarodowych w Uniwersytecie Komisji Edukacji Narodowej, w którym od 2022 pełni funkcję Z-cy Dyrektora ds. Kształcenia, jest Kierowniczką Katedry Etyki Społecznej, Mediacji i Negocjacji oraz Przewodniczącą Rady Jakości Kształcenia na kierunkach: Etyka – Mediacje i Negocjacje oraz HR w Mediach i Organizacjach Międzynarodowych.
Od roku 2017 Redaktor naczelna czasopisma naukowego Edukacja Etyczna (Lista ERIH PLUS, 40 punktów ministerialnych). Pomysłodawczyni i współzałożycielka dwóch towarzystw naukowych: Polskiego Towarzystwa Etycznego (Z-ca Prezesa) i Akademickiego Stowarzyszenia Przeciwko Myślistwu Rekreacyjnemu (Członkini Zarządu). 
Pomysłodawczyni i Przewodnicząca Komitetu Organizacyjnego Ogólnopolskich Forów Etycznych (krajowych i międzynarodowych) organizowanych w Krakowie od 2005 roku.
- I Ogólnopolskie Forum Etyczne - Etyka i polityka ; 2005
- II Ogólnopolskie Forum Etyczne - Etyka wobec sytuacji granicznych ; 2006
- III Ogólnopolskie Forum Etyczne - Czy sprawiedliwość jest możliwa? ; 2007
- IV Ogólnopolskie Forum Etyczne - Prawda w życiu moralnym i duchowym ; 2008
- V Ogólnopolskie Forum Etyczne - Dobro wspólne ; 2009
- VI Ogólnopolskie Forum Etyczne - Etyka i sens życia ; 2010
- VII Ogólnopolskie Forum Etyczne - Współczesne oblicza zła ; 2012
- VIII Ogólnopolskie Forum Etyczne - Współczesne oblicza dobra ; 2014
- IX Ogólnopolskie Forum Etyczne - Etyka i odpowiedzialność ; 2016
- X Ogólnopolskie Forum Etyczne - Moralny status zwierząt ; 2018

Członkini rady naukowej Centrum Etyki Chrześcijańskiej im. Tadeusza Ślipko SJ.

## Publikacje naukowe

### Książki
- Utylitaryzm (Wyd. Dante, Kraków 2013, II wyd.)

- Etyka. Wybrane zagadnienia i kierunki (Wyd. Dante, Kraków 2013, II wyd.)

- Filozoficzne podstawy idei praw zwierząt (Wyd. Universitas, Kraków 2013)

- Prawa zwierząt (Wyd. Universitas, Kraków 2015, II wyd.)

- Ethics in Ancient Greece and Rome (Wyd. Peter Lang, Berlin 2019)
- O krzywdzie dziecka. Aktualność etyki Janusza Korczaka i Marii Montessori (Wyd. UKEN, Kraków 2023) (razem z: Anna Kamińska-Malandain)
- O prawdomówności i kłamstwie w dziennikarstwie i relacjach międzyludzkich (Wyd. UKEN, Kraków 2023) (razem z: Anna Kamińska-Malandain, Ewa Czerwińska-Jakimiuk, Dorota Czakon-Tralski)

### Książki pod redakcją naukową
- Dylematy filozofii (Wyd. Aureus, Kraków 1999)
- Pasja czy misja. O uczeniu filozofii (Wyd. WSP, Częstochowa, 2001) (razem z Adamem Olechem i Maciejem Woźniczką)
- Etyka – psychologia – psychoterapia (Wyd. Aureus, Kraków 2004) (razem z Andrzejem Margasińskim)
- Etyka i polityka (Wyd. UP, Kraków 2005)
- Etyka wobec sytuacji granicznych (Wyd. Impuls, Kraków 2007)
- Czy sprawiedliwość jest możliwa? (Wyd. Impuls, Kraków 2008)
- Dobro wspólne (Wyd. UP, Kraków 2010)
- Etyka i sens życia (Wyd. UP, Kraków 2011)
- Etyka a zło (Wyd. UP, Kraków 2013)
- Etyka i dobro (Wyd. UP, Kraków 2015)
- Prawda w życiu moralnym i duchowym (Instytut Wydawniczy Maximum, Kraków 2009)
- Contemporary Moral Dilemmas (Wyd. Peter Lang, Berlin 2019)
- Etyczne potępienie myślistwa (Wyd. Universitas, Kraków 2020)
- The Ethical Condemnation of Hunting (Wyd. Peter Lang GmbH, Berlin 2022)
- Etyka i ekologia (Wyd. Silva Rerum, Poznań 2022)

### Artykuły naukowe
Autorka kilkudziesięciu artykułów naukowych. Publikowała m.in. w: „Principiach”, „Prakseologii”, „Studia Philosophiae Christianae”, „Studia Ecologiae et Bioethicae”, „Ethics and Bioethics”, „Person and Challenges”, „European Journal of Science and Theology”, „Humanistyce i Przyrodoznawstwie”,„Kwartalniku Pedagogicznym”, „Studiach Edukacyjnych”, „Zoophilologica. Polish Journal of Animal Studies”.

## Działalność publicystyczna online
Wykłady i wywiady z Dorotą Probucka są zamieszczane w czasopismach: Istota, Dzikie Życie, Krytyka Polityczna, Liberté!, Zielone Wiadomości, oraz na kanale YouTube czasopisma Edukacja Etyczna. Ich tematyka jest związana z krytyką łowiectwa, etyką środowiskową, ochroną środowiska przyrodniczego, weganizmem oraz etyką rodzinną. 